# Vilde Johansen
Vilde Ingeborg Johansen (født 25. Juli 1994 i Tønsberg) er en norsk håndboldspiller, som spiller for Herning-Ikast Håndbold og Norges kvindehåndboldlandshold.
Hun var med til at vinde OL-bronze i håndbold for Norge, ved Sommer-OL 2020 i Tokyo, efter sejr over Sverige, med cifrene 36-19.